# Bình Trinh Đông
Bình Trinh Đông là một xã thuộc huyện Tân Trụ, tỉnh Long An, Việt Nam.
Xã Bình Trinh Đông có vị trí địa lý:
- Phía đông giáp xã Tân Phước Tây
- Phía tây giáp các xã Bình Tịnh và Lạc Tấn
- Phía nam giáp thị trấn Tân Trụ và xã Đức Tân
- Phía bắc giáp xã Tân Bình và huyện Cần Đước.

Xã có diện tích 9,75 km², dân số năm 1999 là 5.170 người, mật độ dân số đạt 530 người/km².